# サルマーレ

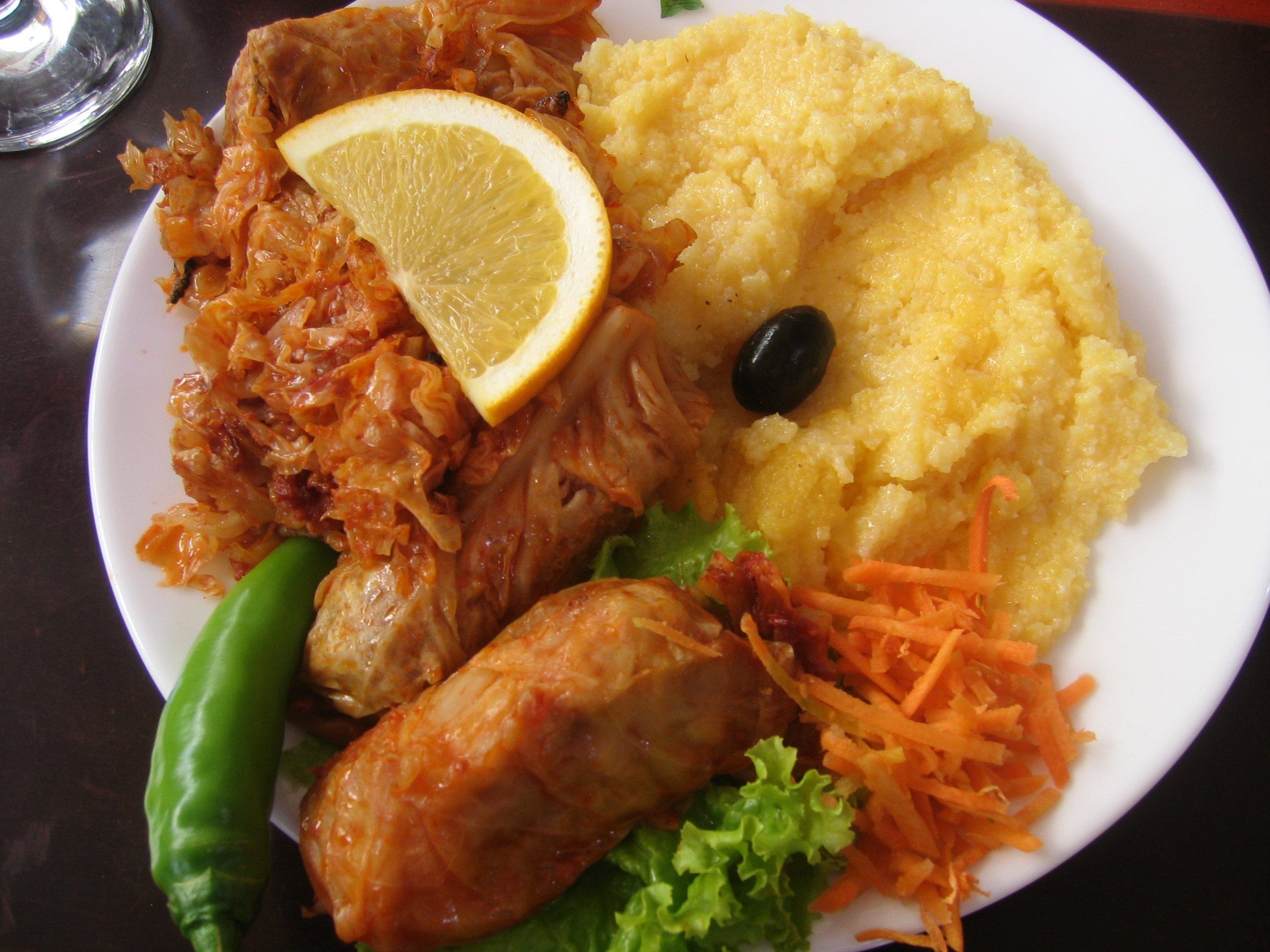
サルマーレ

サルマーレ（Sarmale）は挽肉、粉、タマネギなどを千切りにして、酢キャベツ（ザワークラウトに似た漬物）の葉に包み、これをブイヨン、トマト味のスープなどで焼いたルーマニアのロールキャベツである。家庭料理としても人気の献立である。